# درتشا
درتشا هي بلدة في مقاطعة كاسان في ولاية قشقداريا في أوزبكستان.